# IC 1080
IC 1080 је елиптична галаксија у сазвјежђу Вага која се налази на листи објеката дубоког неба у Индекс каталогу.
Деклинација објекта је - 6° 43' 22" а ректасцензија 14h 57m 59,7s. Привидна величина (магнитуда) објекта IC 1080 износи 13,8 а фотографска магнитуда 14,8. IC 1080 је још познат и под ознакама MCG -1-38-10, NPM1G -06.0478, PGC 53480.